# Олга Лозановска
Олга Лозановска (на македонска литературна норма: Олга Лозановска) е лекарка и политик от Северна Македония.

## Биография
Родена е на 25 октомври 1959 година в град Битоля, тогава във Федеративна народна република Югославия. Завършва медицина в Медицинския факултет на Скопския университет и работи като лекар интернист. На 15 юли 2020 година е избрана за депутат от ВМРО – Демократическа партия за македонско национално единство в Събранието на Северна Македония.